# Александар Кошич
Алекса́ндар Ко́шич (серб. Aleksandar Košić; народився 28 грудня 1972 у м. Белграді, Сербія) — сербський хокеїст, правий крайній нападник. 
Виступав за команди: «Партизан» (Белград), «Црвена Звезда» (Белград), ХК «Хака», ХК «Барселона».
У складі національної збірної Сербії учасник чемпіонатів світу 2004 (дивізіон II), 2008 (дивізіон II) і 2010 (дивізіон I). У складі національної збірної Югославії учасник чемпіонатів світу 1992 (група B), 1995 (група C), 1997 (група D) і 2003 (дивізіон II). У складі молодіжної збірної Югославії учасник чемпіонату світу 1991 (група C). У складі юніорської збірної Югославії учасник чемпіонату Європи 1990 (група B).
Чемпіон Сербії (1994), чемпіон Іспанії (2003, 2004, 2005), володар Кубка короля Іспанії (2002, 2003, 2006).